# Sakari Manninen
Sakari Manninen (Oulu, 10 de fevereiro de 1992) é um jogador de hóquei no gelo finlandês. Atualmente joga pelo Salavat Yulaev Ufa da Kontinental Hockey League (KHL).
Manninen fez sua estreia na Liiga jogando com Oulun Kärpät durante a temporada 2013-14. No Campeonato Mundial de Hóquei no Gelo realizado em 2019 na Eslováquia, foi o líder da seleção finlandesa que conseguiu o título. Nos Jogos Olímpicos de Inverno de 2022 em Pequim, conquistou a medalha de ouro no torneio masculino.